# Johann Hinnemann
Johann „Jo“ Hinnemann (* 29. August 1948 in Voerde, Nordrhein-Westfalen) ist ein deutscher Reitmeister.
Johann Hinnemann, genannt „Jo“, absolvierte seine Bereitehre im Reitverein Reiterverein St. Georg, Münster, und wurde von Ausbildern wie Reiner Klimke, Günter Gurminski, Albert Stecken und Harry Boldt weiter ausgebildet. Im Jahre 1978 wurde er Rheinischer Meister (Dressur) und erhielt das Goldene Reitabzeichen. In den Jahren 1981 bis 1986 war er Nationaltrainer Dressur von Kanada.
Er gewann mit dem Team bei der Weltmeisterschaft Dressur 1986 in Cedar Valley, Toronto, Kanada die Goldmedaille sowie in der Einzelwertung die Bronzemedaille. In seinem als Lehrbetrieb anerkannten Reitstall bildete er Lehrlinge aus, von denen fünf mit der Stensbeck-Plakette ausgezeichnet wurden.